# William J. Fields
William Jason Fields (Willard, 29 de dezembro de 1874 - Grayson, 21 de outubro de 1954) foi um político do estado de Kentucky. Conhecido como Honest Bill from Olive Hill, ele representou o 9 distrito de Kentucky na Câmara dos Representantes dos Estados Unidos de 1911 a 1923, renunciando para se tornar o 41° governador do estado. Desencorajado por perder anteriormente um assento na legislatura estadual, Fields arrumou um trabalho em uma mercearia em Ashland que o permitiu viajar pelo estado e conhecer muitas pessoas no distrito congressional. Em 1911, ele se tornou o primeiro Democrata eleito para o congresso do 9° distrito em duas décadas. Eleito para sete mandatos consecutivos, ele conseguiu ser um membro do ‘’ranking’’ do Comitê de Assuntos Militares durante a Primeira Guerra Mundial. Quando o candidato Democrata indicado J. Campbell Cantrill morreu inesperadamente dois meses antes da eleição geral, então o Comitê Democrata Central escolheu Fields para substituir Cantrill como candidato. Fields, nas eleições, segurou o apoio politico do importante Jockey Club e ganhou do Republicano Charles I. Dawnon.